# François-Louis Cailler
François-Louis Cailler (Vevey, 11 juni 1796 - Corsier-sur-Vevey, 6 april 1852) was een Zwitsers pionier van de Zwitserse chocolade en de oprichter van het chocoladebedrijf Cailler.

## Biografie
Cailler werkte aanvankelijk bij een kruidenier in zijn geboortestad Vevey. Later trok hij naar het noorden van Italië, waar hij in Turijn, waar hij de Ticinese chocolatiers ontdekte. Vervolgens verdiepte Cailler zich in het productieproces van chocolade. Nadat hij in 1818 terugkeerde naar Vevey, maakte hij zijn eigen machines voor wat in 1819 in Corsier-sur-Vevey de eerste moderne chocoladefabriek van Zwitserland zou worden. Hiermee was het chocoladebedrijf Cailler geboren. Caillers kleinzoon Alexandre-François-Louis Cailler zou later de chocoladefabriek van Broc bouwen en Cailler uitbouwen tot een groot chocoladebedrijf.
Caillers schoonzoon Daniel Peter zou later eveneens een pionier van de Zwitserse chocolade worden door diens uitvinding van de melkchocolade.